# Maria Zakharova
Maria Vladimirovna Zakharova (em russo: Мария Владимировна Захарова, (24 de dezembro de 1975) é a diretora do Departamento de Informação e Imprensa do Ministério dos Negócios Estrangeiros da Federação Russa (representante oficial do Ministério dos Negócios Estrangeiros da Federação Russa) desde 10 de agosto de 2015.

## Biografia
Zakharova nasceu em Pequim em 1975. De 2003 a 2005 e de 2008 a 2011, trabalhou no Departamento de Informação e Imprensa do Ministério dos Negócios Estrangeiros da Federação Russa, foi secretária de imprensa da Missão Permanente da Federação Russa para as Nações Unidas em Nova Iorque.
De 2011 a 10 de agosto de 2015, Zakharova foi Vice-Chefe do Departamento de Informação e Imprensa do Ministério dos Negócios Estrangeiros da Federação Russa. Suas funções incluíam organizar e conduzir porta-voz do Ministério de Relações Exteriores, a organização de trabalho de contas oficiais do Ministério em redes sociais e apoio de informação de visitas estrangeiras do Ministro de Negócios Estrangeiros. Ela é um dos mais citados diplomatas russos.
Em 10 de agosto de 2015, por ordem do Ministério das Relações Exteriores, Zakharova foi nomeado diretora do Departamento de Informação e Imprensa. Zakharova se tornou a primeira mulher na história do departamento a ocupar este cargo.
Em 2016, ela foi escolhida como uma das 100 mulheres da BBC.

### Controvérsia
Em 13 de novembro de 2016, Zakharova criticou por brincadeira na televisão estatal russa que os resultados das eleições norte-americanas foram resultado de uma conspiração judaica, afirmando: 
| “ | Se você quer saber o que vai acontecer na América, com quem você tem que conversar? Tem que falar com o nosso povo em Brighton Beach, naturalmente. — Em entrevista, Maria fala sobre as (Eleições nos Estados Unidos em 2016). | ” |